# Mihama, Fukui
Mihama (japanska: 美浜町?, Mihama-chō) är en landskommun (köping) i Fukui prefektur i Japan.  
I kommunen finns Mihama kärnkraftverk.